# Sierra Leone na Letnich Igrzyskach Olimpijskich 2016
Sierra Leone na Letnich Igrzyskach Olimpijskich 2016, które odbyły się w Rio de Janeiro, reprezentowało 4 zawodników.
Był to jedenaaty start reprezentacji Sierra Leone na letnich igrzyskach olimpijskich.

## Reprezentanci

### Lekkoatletyka
Mężczyźni
| Zawodnik       | Konkurencja | Eliminacje | Eliminacje | Ćwierćfinał | Ćwierćfinał | Półfinał | Półfinał | Finał | Finał   |
| Zawodnik       | Konkurencja | Wynik      | Miejsce    | Wynik       | Miejsce     | Wynik    | Miejsce  | Wynik | Miejsce |
| -------------- | ----------- | ---------- | ---------- | ----------- | ----------- | -------- | -------- | ----- | ------- |
| Ishmail Kamara | 100 m       | 10,95      | 4.         | NQ          | NQ          | NQ       | NQ       | NQ    | NQ      |

Kobiety
| Zawodniczka    | Konkurencja | Eliminacje | Eliminacje | Ćwierćfinał | Ćwierćfinał | Półfinał | Półfinał | Finał | Finał   |
| Zawodniczka    | Konkurencja | Wynik      | Pozycja    | Wynik       | Pozycja     | Wynik    | Pozycja  | Wynik | Pozycja |
| -------------- | ----------- | ---------- | ---------- | ----------- | ----------- | -------- | -------- | ----- | ------- |
| Hafsatu Kamara | 100 m       | 12,24      | 1. Q       | 12,22       | 8.          | NQ       | NQ       | NQ    | NQ      |

### Pływanie
Mężczyźni
| Zawodnik     | Konkurencja   | Eliminacje | Eliminacje | Półfinał | Półfinał | Finał | Finał   |
| Zawodnik     | Konkurencja   | Czas       | Miejsce    | Czas     | Miejsce  | Czas  | Miejsce |
| ------------ | ------------- | ---------- | ---------- | -------- | -------- | ----- | ------- |
| Osman Kamara | 50 m dowolnym | 26,90      | 73.        | NQ       | NQ       | NQ    | NQ      |

Kobiety
| Zawodniczka       | Konkurencja   | Eliminacje | Eliminacje | Półfinał | Półfinał | Finał | Finał   |
| Zawodniczka       | Konkurencja   | Czas       | Miejsce    | Czas     | Miejsce  | Czas  | Miejsce |
| ----------------- | ------------- | ---------- | ---------- | -------- | -------- | ----- | ------- |
| Bunturabie Jalloh | 50 m dowolnym | 39,93      | 88.        | NQ       | NQ       | NQ    | NQ      |